# アマダウエルドテック

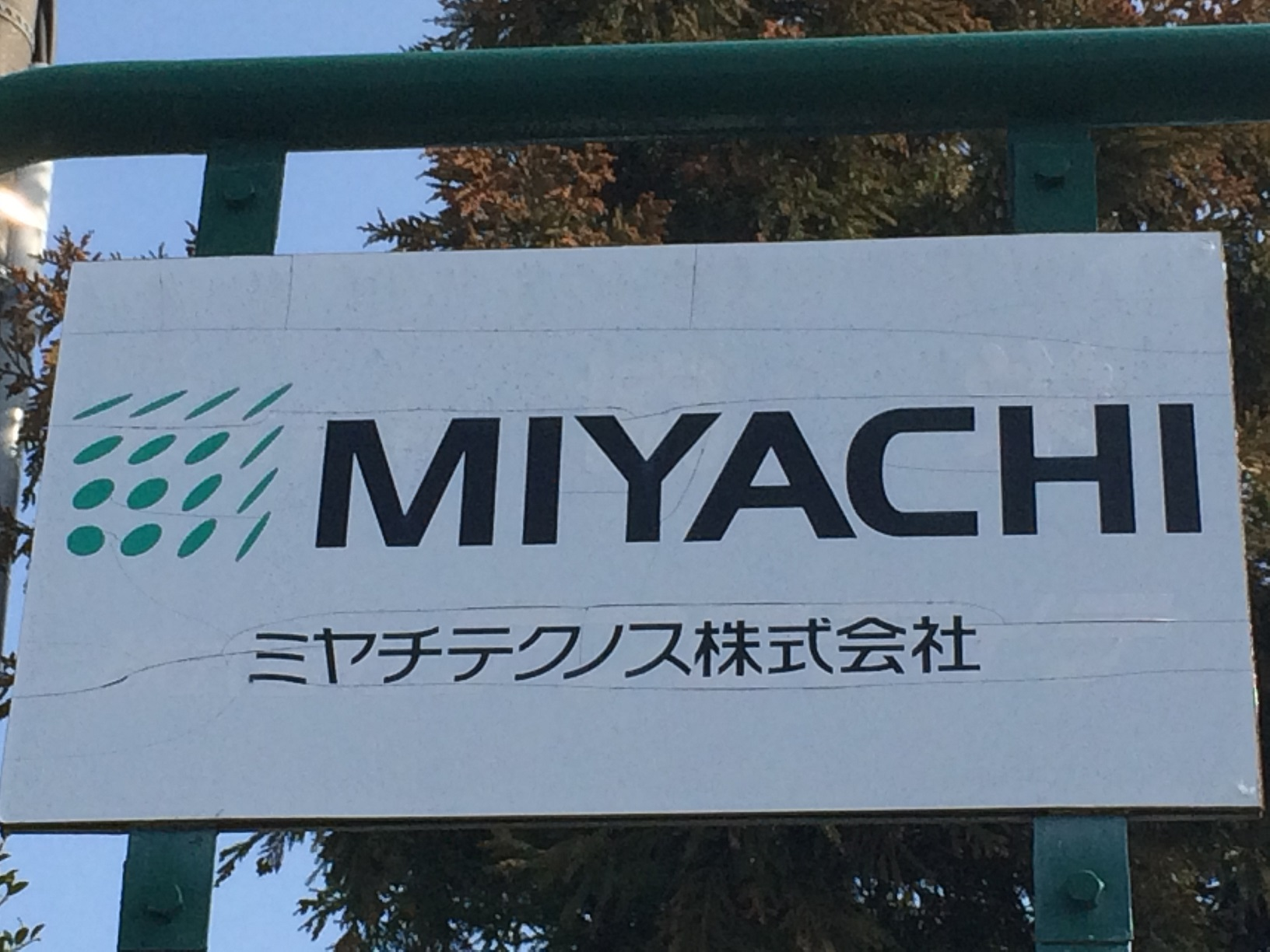
ミヤチテクノス時代のロゴ

株式会社アマダウエルドテック（英: AMADA WELD TECH CO., LTD.）は神奈川県伊勢原市に本社を置く、産業用加工レーザー機器、抵抗溶接機器等の研究開発・設計を行なう、アマダのグループ企業である。
旧社名は宮地電子株式会社（1972年2月～1990年3月）、ミヤチテクノス株式会社（1990年4月～2014年3月）、株式会社アマダミヤチ（2014年4月～2020年3月）。

## 概要
- 創業時から溶接機器の製造・開発を行なっており、近年はレーザー技術にも長けている。2013年3月、株式公開買付けにより株式会社アマダの子会社となり、翌2014年4月に現在の社名へと変更した。
- 抵抗溶接技術とレーザー溶接・加工技術を併せ持つ国内外でも唯一の企業。国内外に多くの取引先を持ち、有名企業も多数を占める。
- 旧社名の「ミヤチ」は創業当時社屋のあった東京都荒川区の地名である「宮地」（かつて荒川区にあった宮地ロータリー（現：宮地交差点））に由来する。

## 沿革
- 1972年（昭和47年）2月 - 東京都荒川区にて宮地電子株式会社を設立。
- 1973年（昭和48年）2月 - 世界初のデジタル式演算型溶接用計測器を開発。
- 1980年（昭和55年）5月 - 世界初の定電流タイマを開発。
- 1981年（昭和56年）10月 - 千葉県野田市に工場を新設。
- 1982年（昭和57年）2月 - 本社機構を野田市に移転。
- 1984年（昭和59年）4月 - YAGレーザー機器を開発。レーザー事業に本格参入。
- 1987年（昭和62年）
  - 1月 - アメリカオハイオ州に現地法人である「ミヤチアメリカ」を設立。
  - 10月 - 子会社の「宮地レーザシステム株式会社」を設立。
- 1989年（平成元年）5月 - 業界初のコンパクトYAGレーザ機器を開発。
- 1990年（平成2年）
  - 4月 - 「宮地レーザシステム株式会社」と合併し、商号をミヤチテクノス株式会社に変更。
  - 9月 - ドイツビーテンハイム市に現地法人である「ミヤチテクノスヨーロッパ」を設立。
- 1991年（平成3年）4月 - 韓国に現地法人である「ミヤチコーリア」を設立。
- 1994年（平成6年）10月 - アメリカの「ユニテック社」とミヤチアメリカを合併し、「ユニテックミヤチ」を設立。
- 1995年（平成7年）7月 - 「ユニテックミヤチヨーロッパ」を設立し「ウェルドイクイップグループ」を買収。
- 1997年（平成9年）6月 - 日本証券業協会に株式を店頭公開。
- 1998年（平成10年）1月 - アメリカの「ダイレクテッドライト社」を、ユニテックミヤチを通じ買収。
- 2000年（平成12年）
  - 6月 - 「メッサー・カッティング・ウェルディング社」の抵抗溶接事業部門を買収し「ペコウェルディングシステム社」を設立。
  - 7月 - 「ユニテックミヤチコーポレーション」、「ダイレクテッドライトINC.」、「ペコウェルディングシステムズGmbH」、「ユニテックミヤチヨーロッパB.V.」の持株会社である「ユニテックミヤチインターナショナルLTD.」を開設。
- 2001年（平成13年）
  - 7月 - アメリカの「ベンチマークインターナショナル社」を買収。
  - 9月 - 東京証券取引所市場第二部へ上場。
- 2003年（平成15年）8月 - アメリカの子会社「ユニテックミヤチインターナショナルLTD.」を存続会社として、「ユニテックミヤチコーポレーション」、「ダイレクテッドライトINC.」、「ユニテックベンチマークINC」を吸収合併し、同時に「ユニテックミヤチコーポレーション」と社名変更
- 2004年（平成16年）
  - 4月 - 東京証券取引所市場第一部指定替え。
  - 7月 - ヨーロッパ法人の孫会社「ミヤチテクノスヨーロッパGmbH」と「ペコウェルディングシステムズGmbH」を直轄子会社とする。
- 2005年（平成17年）
  - 2月 - 「ミヤチテクノスヨーロッパ」と「ペコウェルディングシステム社」を合併し、「ミヤチヨーロッパ」を設立。
  - 3月 - 台湾台北市中山区に現地法人である台湾米亜基股份有限公司を設立。
  - 4月 - 「ユニテックミヤチコーポレーション」を「ミヤチユニテックコーポレーション」に社名変更。
  - 7月 - タイバンコクに現地法人である「ミヤチタイランド」を設立。
  - 12月 - 本社機構を東京都台東区に移転。
- 2006年（平成18年）
  - 1月 - 国内初のファイバレーザ溶接装置を開発。
  - 当時抵抗溶接事業で業界第2位だった「株式会社セイワ製作所」を子会社化。
- 2007年（平成19年）4月 - 「株式会社セイワ製作所」と事業統合。
- 2008年（平成20年）7月 - インドチェンナイに現地法人である「ミヤチインディア」を設立。
- 2009年（平成21年）
  - 1月 - 富士通の自動化機器部門の子会社だった「富士通オートメーション株式会社」を完全子会社化し、社名を「ミヤチシステムズ株式会社[2]」と改める。
  - 8月 - 国産初の1kWファイバレーザ溶接装置を開発。
- 2010年（平成22年）12月 - タイチョンブリ県に「ミヤチマニュファクチャリングタイランド」を設立。
- 2011年（平成23年）2月 - ベトナムホーチミン市に「ミヤチベトナム」を設立。
- 2012年（平成24年）
  - 10月 - 野田工場に野田テクニカルセンターを設立。
  - 12月 - ブラジルバルエリ市に「ミヤチブラジル」を設立。
- 2013年（平成25年）
  - 2月 - 野田工場にショールームを開設。
  - 4月 - 関西テクニカルセンターを開設。
  - 6月 - 株式会社アマダが同年2月から3月までに、株式公開買付けにより議決権比率90%超の株式を取得。いわゆる二段階買収の手続きにより、6月に完全子会社化し上場廃止。
  - 東京証券取引所第一部上場廃止。
  - 9月 - 本社機能を野田市に移転。
  - 10月 - 「ミヤチユニテックコーポレーション」の社名を「ミヤチアメリカコーポレーション」に変更。
- 2014年（平成26年）4月 - 商号を株式会社アマダミヤチに変更。本社を神奈川県伊勢原市に移転。
- 2016年（平成28年）8月 - 「アマダミヤチベトナム」を「アマダベトナム」に集約。
- 2020年（令和2年）4月 - 商号を株式会社アマダウエルドテックに変更。

## 主要製品
- レーザ溶接装置
  - ファイバレーザ溶接装置
  - YAGレーザ溶接装置
  - YAG SHGグリーンレーザ溶接装置
  - LDダイレクトレーザ装置
  - ハンドヘルドレーザ溶接装置
  - レーザ溶接用スキャニングシステム（GWM）
  - 高精度マルチインラインモニタ
  - 出射ユニット・光ファイバ
- レーザ加工機（レーザマーカ）
  - ファイバレーザ加工機
  - YAGレーザ加工機
  - YVO4レーザ加工機
  - YVO4レーザ加工機
  - YVO4 SHGグリーンレーザ加工機
- 抵抗溶接機器
  - トランジスタ式溶接電源
  - 直流インバータ式溶接電源
  - 交流インバータ式溶接電源
  - コンデンサ式溶接電源
  - 交流式溶接電源
  - 溶接ヘッド
  - 抵抗溶接測定器（ウエルドチェッカー）
  - パルスTIG溶接機
  - パルスヒートコントローラ
- システム
  - 薄膜スクライビング装置
  - 薄膜エッジデリーション装置
  - ガラス内面マーキング装置
  - 角形電池ケース封止レーザ溶接装置
  - 電池防爆弁レーザ溶接装置
  - 薄膜除去方式レーザマーキング装置
  - WL-CSPマーキング装置
  - ウエハレーザマーキング装置
  - ICパッケージ用レーザマーキング装置
  - レーザトリミング装置
  - テーピング装置
  - モールド樹脂パッケージ用バリ取り装置
  - 各種FAシステム関連装置及び洗浄装置
  - モータヒュージング装置
  - コンパクティング装置

## 事業所
- 本社 - 神奈川県伊勢原市
- 野田事業所 - 千葉県野田市

## 海外拠点

### 北南米
アメリカ合衆国 メキシコ
- AMADA WELD TECH INC.

 ブラジル
- AMADA WELD TECH LTDA.

### 欧州
イギリス
- AMADA WELD TECH UK LTD.

 ドイツ イタリア チェコ
- AMADA WELD TECH GmbH

 オランダ フランス
- AMADA WELD TECH B.V.

 ハンガリー
- AMADA WELD TECH EUROPE KFT.

### アジア
韓国
- AMADA WELD TECH KOREA CO., LTD.

 中国
- AMADA WELD TECH SHANGHAI CO., LTD.
- AMADA WELD TECH SHANGHAI MANUFACTURING CO., LTD.

 台湾
- AMADA WELD TECH TAIWAN CO., LTD.

 インド
- AMADA WELD TECH INDIA PVT. LTD.